# Львов, Александр Григорьевич
Алекса́ндр Григо́рьевич Львов (род. 11 декабря 1950, Волочаевка-2, Еврейская автономная область, Хабаровский край, РСФСР, СССР) — российский военачальник, генерал-полковник (2006).

## Биография
Окончил среднюю школу и Уссурийское суворовское военное училище в 1969 году.
В Советской Армии с 1969 года. Окончил Дальневосточное высшее общевойсковое командное училище имени Маршала Советского Союза К. К. Рокоссовского в 1973 году, Военную академию имени М. В. Фрунзе в 1985 году. Проходил службу на разных должностях в Советской Армии. Одно время служил в войсках КГБ СССР.
В 1996 году переведён во Внутренние войска МВД России, служил в управлении боевой подготовки Главного Командования ВВ МВД России, с 1998 года — заместитель командующего войсками Северо-Кавказского округа внутренних войск по боевой подготовке. Активный участник боевых действий на территории Чеченской Республики в период второй чеченской войны и боевых операций в Северо-Кавказском регионе.
С марта 2001 года — командующий войсками Северо-Западного округа внутренних войск. С 20 сентября 2005 года — командующий войсками Московского округа внутренних войск МВД России. Воинское звание генерал-полковник присвоено Указом Президента Российской Федерации от 9 ноября 2006 года.
В соответствии с Указом Президента Российской Федерации от 31.07.2007 года Московский округ ВВ МВД России преобразован в Центральное региональное командование внутренних войск МВД России, а Львов А. Г. в январе 2008 года назначен командующим войсками этого командования.
В 2014 году истёк предельный срок пребывания на военной службе, но Президент России продлил ему срок военной службы на 1 год. Освобождён от должности и уволен с военной службы указом Президента России 11 декабря 2015 года.

## Награды
- Орден Мужества
- Орден «За военные заслуги»
- Орден Красной Звезды
- Орден «Знак Почёта»
- медали
- именное огнестрельное оружие